# Eigentliche Nasenbeutler
Die Eigentlichen Nasenbeutler (Peramelidae) sind eine Beutelsäugerfamilie aus der Ordnung der Nasenbeutler (Peramelemorphia). Sie leben in Australien, Neuguinea und auf einigen Inseln des östlichen Indonesiens.

## Allgemeines
Eigentliche Nasenbeutler sind kleine bis mittelgroße, bodenbewohnende Tiere, die ihren Namen ihrer langen, spitzen Schnauze verdanken. Die Hinterbeine sind länger als die Vorderbeine, was zu einer hoppelnden Fortbewegungsweise führt. Krallen an den Vorderbeine dienen zum Graben nach Nahrung. Sie sind strikte Einzelgänger und vorwiegend nachtaktiv. Sie verzehren sowohl Insekten und kleine Wirbeltiere als auch pflanzliches Material, sie sind also Allesfresser.

## Systematik
Diese Tiere lassen sich in drei Unterfamilien einteilen, die sich anhand der Schädelform und des Lebensraumes unterscheiden:
- Die Australischen Nasenbeutler (Peramelinae) bewohnen eher trockene Habitate und weisen einen abgeflachten Schädel auf. Sie umfassen zwei Gattungen, die Kurznasenbeutler (Isoodon) und die Langnasenbeutler (Perameles).
- Die Großen Neuguinea-Nasenbeutler (Peroryctinae) umfassen zwei Arten in einer Gattung die auf Neuguinea leben.
- Die Neuguinea-Nasenbeutler (Echymiperinae) leben vorrangig in Regenwäldern und haben eine zylinderförmigen Schädel. Diese Gruppe umfasst zehn Arten in drei Gattungen.

Die Einführung dieses Taxons ergab sich, als festgestellt wurde, dass Schweinsfuß- und Kaninchennasenbeutler, die ursprünglich den Australischen Nasenbeutlern zugerechnet wurden, entfernter verwandt sind als die beiden oben genannten Gruppen untereinander.